# Microtus liechtensteini
Microtus liechtensteini és una espècie de mamífer rosegador de la família dels cricètids. Viu a Àustria, Bòsnia i Hercegovina, Croàcia, Itàlia, Sèrbia i Eslovènia. Els seus hàbitats naturals són les pastures, els prats, els boscos oberts i les clarianes dels boscos. És una espècie en risc mínim, és a dir, no sembla que hi hagi cap amenaça significativa per a la seva supervivència. L'espècie fou anomenada en honor de Joan II de Liechtenstein.